# Eulophia nuttii
Eulophia nuttii är en orkidéart som beskrevs av Robert Allen Rolfe. Eulophia nuttii ingår i släktet Eulophia och familjen orkidéer. Inga underarter finns listade i Catalogue of Life.